# Padre Miguel
Padre Miguel é um bairro da Zona Oeste do município do Rio de Janeiro. É cortado pela Avenida Brasil e pela Estrada de Ferro Central do Brasil.
Seu Índice de Desenvolvimento Social (IDS), no ano 2000, era de 0,542, o 119º colocado entre 158 regiões analisadas na cidade do Rio de Janeiro.

## Geografia
Localiza-se entre os bairros de Bangu e Realengo. É lá que se situam as escolas de samba Mocidade Independente e Unidos de Padre Miguel. 
Sua temperatura média anual é de 27,2º Celsius, com sensação térmica de quase 35º.
Nos finais de semana, outra atração é o Ponto Chic, reduto boêmio do bairro. É também em Padre Miguel que se localizam as Faculdades Integradas Simonsen (FIS).

### Sub-bairros e localidades notáveis
- Moça Bonita - Seria o centro de Padre Miguel, a área próxima à antiga estação, assim chamada com o nome antigo, embora este apenas seja lembrado mais devido ao apelido histórico do Estádio Proletário Guilherme da Silveira.
- Guilherme da Silveira - Entorno da estação Guilherme da Silveira, próxima ao Ponto Chic. Formou-se com esta identidade a partir da construção da estação.
- Ponto Chic - Localizado ao longo da Rua Figueiredo Camargo, perto do Estádio Proletário Guilherme da Silveira é um ponto forte do comércio de Padre Miguel. Lá localizam-se bares, restaurantes, farmácias e lojas do comércio em geral.[6][7]
- Vila Vintém - Comunidade situada às margens da linha de trem, que prolonga-se da divisa com o bairro de Bangu até a divisa com o bairro de Realengo. Tem seus limites entre a Rua Mal. Barão de Triunfo em Realengo e Col Tamarindo Pe. Miguel. Lá encontram-se as quadras das escolas de samba Mocidade e Unidos de Padre Miguel.
- Vila Jurema - Comunidade localizada às margens da Avenida Brasil, entre a Estrada General Afonso de Carvalho e o Jardim Água Branca. Lá encontra-se a nova quadra da Mocidade Independente de Padre Miguel. A comunidade no entanto está mais para Realengo.
- Cancela Preta (parte) - Localidade situada no início da Estrada da Cancela Preta, antes do Conjunto Seis de Novembro (da Marinha), do outro lado da Avenida Brasil.[8]
- Iapi de Padre Miguel - Também conhecido carinhosamente como "Caixa D'Água", é um conjunto de prédios populares situado ao longo da Rua Guaiacá. O nome popular se deve á imensa Caixa d'água localizada na Praça Eurides Nascimento, a principal do conjunto.
- Conjunto Residencial Cardeal Dom Jaime Câmara(parte)
- Parque Leopoldina(parte)
- Jardim Áurea - Popularmente conhecido como Murundu desde antes da formação de Padre Miguel e da construção da então Estação Moça Bonita, é um sub-bairro localizado ao longo das Ruas Murundu e Olímpia Esteves. Lá situam-se o Cemitério do Murundu e a comunidade conhecida como 77 (sete-sete), onde fica o ponto final das linhas de ônibus 777 e 391.

### Limites Geográficos
Delimitação do bairro Padre Miguel, Código 140,  segundo o Decreto Nº 5.280 de 23 de agosto de 1985.
“Do entroncamento das Ruas Olímpia Esteves e dos Limites, seguindo por esta (excluída) e por seu prolongamento, até o Ramal Principal da RFFSA; pelo leito deste, até a Rua Barão de Piraquara; por esta (incluída); Rua General  José Faustino (incluída); Estrada  da Água 
Branca  (incluída)  até a Rua Roseira; por esta (incluída); Rua Norandiba (incluída); Rua Pensilvânia (excluída, excluindo a Praça Nova Jersey) até a Rua Texas; por esta (excluída); Estrada General Americano Freire (excluída) até a Avenida Brasil; daí pelo prolongamento 
da Rua "Z" do PAL 19.765 e, por esta (excluída) até a Estrada do Encanamento; por esta (incluída) até a Estrada General Afonso de Carvalho; por esta (incluída)  até  a  Rua  Nova Iguaçu; por esta (incluída) até a Estrada do Encanamento; por esta (incluída) até a Estrada da Cancela Preta; por esta (incluída) até a Rua São Romárico; por esta (incluída) até a Rua São Petrônio; por esta (incluída) até a Rua São Sóstenes; por esta (incluída) até a Rua São Romárico; por esta (incluída) até a Avenida Brasil; por esta (incluído apenas o lado par) até a Rua Alvilândia; por esta (excluída); Estrada da Água Branca (excluída) até a Estrada Porto Nacional; por esta (excluída) até a Rua Arari; por esta (excluída, excluindo os finais das ruas Bonfim da Feira e do Agave) até a Rua Codó; por esta (excluída) até a Rua General Gomes de Castro; por esta (incluída) até a Rua Santo Evaldo;  por  esta  (incluída)  até  a  Rua Figueiredo Camargo; por esta (excluída) até a Rua Antenor de Carvalho; por esta (incluída) até o Ramal Principal da RFFSA; pelo leito deste, até o prolongamento da Rua Ribeiro de Andrade; por esta (excluída); Rua Oliveira Ribeiro (incluída) até a Rua Edgar Lima; por esta (excluída);  Rua Tomas Rufino (excluída); Rua José Vilela (excluída); Rua Paris Viana (excluída);  Estrada  Maravilha  (excluída)  até a Rua Engenheiro Henrique Landi; por esta (incluída) até o seu final; daí, por uma linha reta, subindo a vertente da Serra do Bangu, até o ponto de cota 601m; deste ponto, descendo o espigão, até o ponto de encontro  com a linha reta que passa pelo fim das ruas Dom João IV e Castelo de Guimarães; seguindo por esta (incluída); Rua Helianto (incluída); Rua Tocariba (incluída);  Rua  Olímpia  Esteves (incluída) ao ponto de partida.”

## História
A região era parte de Bangu quando o monsenhor Miguel de Santa Maria Mochon (1879-1947) chegou lá com 19 anos (por volta de 1898), desenvolvendo a partir de então diversos trabalhos sociais, entre os quais a reforma da Igreja Nossa Senhora da Conceição e a criação da primeira Escola Regular da Região, estendendo suas viagens de catequização aos engenhos de N. Sra. da Conceição da Pavuna e do Botafogo, pelo chamado "Caminho do Padre".
Antes mesmo da formação do que seria atualmente o bairro Padre Miguel, em seu território formou-se a comunidade Vila Vintém, que cresceu muito após a construção da estação ferroviária de Moça Bonita, em 1939. A construção dessa estação passou a dar identidade ao lugar, e fez, com o tempo, passar a surgir a ideia de um novo bairro. Em Moça Bonita foi construído o Estádio Proletário Guilherme da Silveira, do Bangu Atlético Clube, que passou a ser popularmente conhecido, até os dias de hoje, por Moça Bonita, por causa da estação.
Em 1947, Padre Miguel faleceu, sendo sepultado na Igreja de Nossa Senhora da Conceição. No ano seguinte, foi inaugurada a Estação Guilherme da Silveira, mais próxima ao campo do Bangu. Na década de 1950, a Estação Moça Bonita foi renomeada para Padre Miguel, o que passou a alterar também o nome do bairro.
Em 1955, e 1957, com as fundações das escolas de samba Mocidade e Unidos de Padre Miguel, o novo nome foi consagrado.
A primeira delimitação oficial dos bairros do Rio de Janeiro só veio a existir com o Decreto Nº 5.280 de 23 de agosto de 1985, que oficializou e delimitou Padre Miguel.